# Quadra de Setes
Quadra de Setes foi um programa de televisão humorístico brasileiro, exibido pela TV Globo. O programa tinha a sequência de muitos artistas conhecidos e humoristas consagrados.